# Kernramp
Een kernramp is een kernongeval waarbij een aanzienlijke hoeveelheid radioactief materiaal vrijkomt, waarbij de gezondheid van grote aantallen mensen in een aanzienlijk gebied in gevaar komt, zodat men van een ramp kan spreken. De ernst van een incident in een kernreactor wordt vastgelegd op basis van de International Nuclear Event Scale (INES). 

## Oorzaken
Een ongeluk kan onder meer het gevolg zijn van:
- het falen van een kernreactor met als direct gevolg een kernsmelting, een explosie of een brand,
- het weglekken van radioactief afvalmateriaal uit opslagtanks,
- het onbedoeld vrijkomen van radioactieve materialen door onoplettendheid.

Deze directe oorzaken kunnen het gevolg zijn van externe invloeden, zoals natuurrampen en overstromingen.

## Lijst van kernrampen
De zwaarste kernrampen tot heden:
INES 7
- 1986 Sovjet-Unie: kernramp van Tsjernobyl
- 2011 Japan: kernramp van Fukushima

INES 6
- 1957 Kernramp met een nucleaire fabriek op het complex Majak

INES 5
- 1952 Canada: kernsmelting in een reactor op het terrein van Chalk River Laboratories
- 1957 Groot-Brittannië: Windscale (tegenwoordig Sellafield)
- 1979 Verenigde Staten: kernongeval van Three Mile Island
- 1987 Brazilië: Goiânia-incident

## Aantal doden

Schattingen van het aantal doden bij de kernramp van Tsjernobyl en Fukushima.